# Tomblin Rock
Tomblin Rock är en klippa i Sydgeorgien och Sydsandwichöarna (Storbritannien). Den ligger i den östra delen av Sydgeorgien och Sydsandwichöarna.
Terrängen runt Tomblin Rock är huvudsakligen platt, men den allra närmaste omgivningen är varierad.  Det finns inga samhällen i närheten. 